# Viktorin Zahrada
Viktorin Zahrada (12. března 1854 Hodonín – 11. dubna 1895 Brno) byl český, německy publikující matematik, fyzik a učitel.

## Život
Viktorin Zahrada studoval na gymnáziích v Kroměříži a v Olomouci, a poté odešel do Vídně, kde na tamější univerzitě studoval matematiku a fyziku. V roce 1877 vykonal zkoušky učitelské způsobilosti z těchto předmětů pro gymnázia. V té době byl již asistentem fyziky na brněnské technice (1875–1878). V roce 1878 působil jako suplent na I. německém gymnáziu v Brně, v letech 1878 až 1880 na II. německém gymnáziu. V roce 1880 byl jmenován skutečným učitelem na městské reálce v Brně.